# Brásovo
Brásovo (ruso: Бра́сово) es un asentamiento rural y pueblo (seló) de Rusia, perteneciente al raión de Brásovo de la óblast de Briansk.
En 2021, el pueblo tenía una población de 1241 habitantes. El asentamiento rural no tiene pedanías.
Se ubica en la periferia nororiental de la capital distrital Lókot, separado de dicha localidad por la línea de ferrocarril que une Briansk con Bélgorod.

## Historia
Se conoce la existencia del pueblo en documentos desde 1496. En 1742, Isabel I de Rusia entregó el señorío a Stepán Apraksin, y el área perteneció a la familia Apraksin hasta 1882, cuando fue adquirida por el miembro de la familia imperial Jorge Aleksándrovich Románov, pasando posteriormente a pertenecer a Miguel Románov. En 1929, la Unión Soviética estableció aquí la sede del raión de Brásovo, pero la trasladó en 1931 al vecino pueblo de Lókot, manteniendo sin embargo el topónimo de Brásovo para el raión.